# Sebastian Schiessler

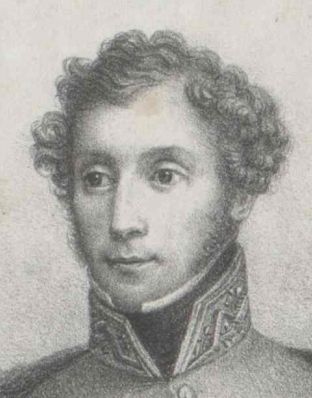

Sebastian Willibald Schiessler (ur. 6 lipca 1790 w Pradze, zm. 15 marca 1867 w Grazu) – pisarz austriacki, urzędnik wojskowy, honorowy obywatel Lwowa i Pilzna.
Po studiach muzycznych w Pradze rozpoczął karierę urzędniczą w Departamencie Wojny (Feld-Kriegskommissariat). Pracował kolejno w Pradze (do 1833), Pilźnie (do 1833), Lwowie (jako szef departamentu ekonomicznego, do 1843). Jako osoba wpływowa, angażował się w dzieła na rzecz ubogich i sierot. Miasta Pilzno i Lwów odwdzięczając się przyznały mu honorowe obywatelstwa. Od 1810 pisał książki beletrystyczne, głównie dla dzieci i młodzieży, później także o charakterze religijnym. Pisał również pod pseudonimami, jako Gustav Bormann, Renatus Munster, Justus Hilarius, Freymuth.

## Publikacje
- Wydane książki